# Billens-Hennens
Billens-Hennens is een gemeente en plaats in het Zwitserse kanton Fribourg, en maakt deel uit van het district Glâne.
Billens-Hennens telt 757 inwoners.